# Liste der Auslandsvertretungen Uruguays

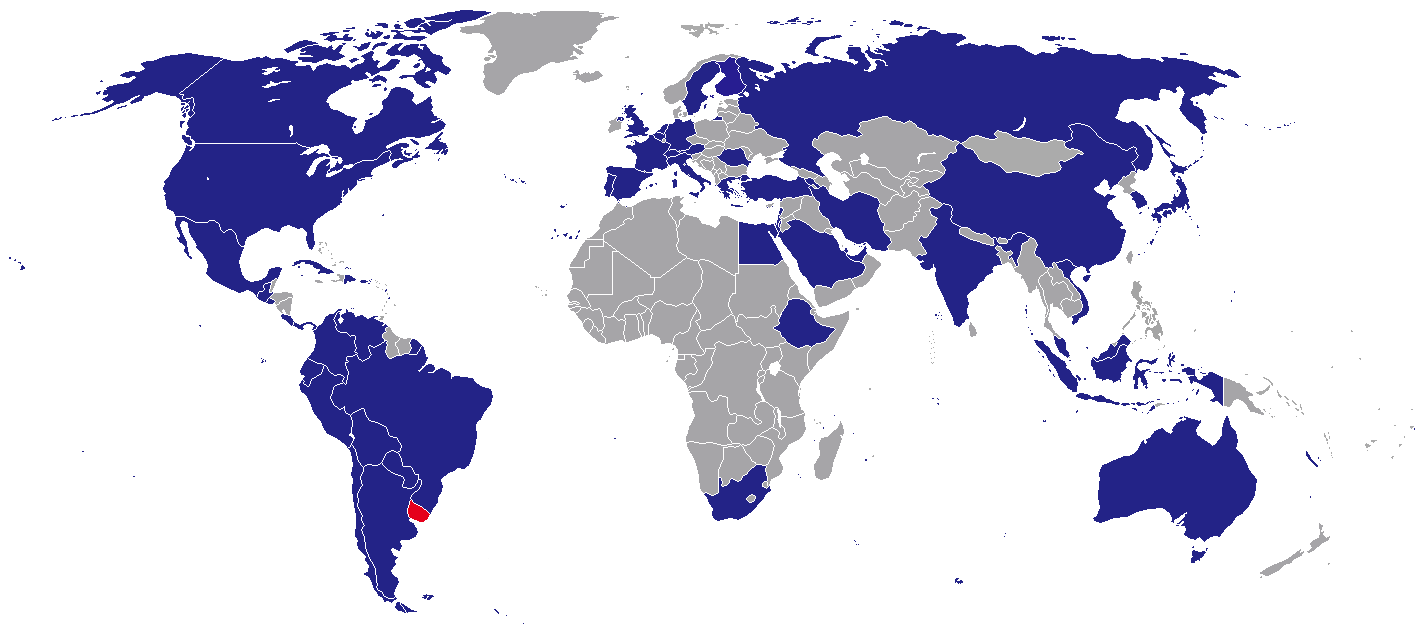
Standorte der diplomatischen Vertretungen Uruguays

Dies ist eine Liste der diplomatischen und konsularischen Vertretungen Uruguays.

## Diplomatische und konsularische Vertretungen

### Afrika
| - Ägypten: Kairo, Botschaft - Äthiopien: Addis Ababa, Botschaft - Südafrika: Pretoria, Botschaft |

### Asien
| - Volksrepublik China: Peking, Botschaft - Volksrepublik China: Shanghai, Generalkonsulat - Indien: Neu-Delhi, Botschaft - Indonesien: Jakarta, Botschaft - Iran: Teheran, Botschaft - Israel: Tel Aviv, Botschaft - Japan: Tokyo, Botschaft - Katar: Doha, Botschaft | - Libanon: Beirut, Botschaft - Malaysia: Kuala Lumpur, Botschaft - Palästina: Ramallah, Botschaft - Saudi-Arabien: Riad, Botschaft - Südkorea: Seoul, Botschaft - Türkei: Istanbul, Generalkonsulat - Vereinigte Arabische Emirate: Abu Dhabi, Botschaft - Vietnam: Hanoi, Botschaft |

### Australien und Ozeanien
| - Australien: Canberra, Botschaft | - Australien: Sydney, Generalkonsulat |

### Europa
| - Belgien: Brüssel, Botschaft - Deutschland: Berlin, Botschaft - Deutschland: Hamburg, Generalkonsulat - Finnland: Helsinki, Botschaft - Frankreich: Paris, Botschaft - Griechenland: Athen, Botschaft - Italien: Rom, Botschaft - Italien: Mailand, Generalkonsulat - Niederlande: Den Haag, Botschaft - Österreich: Wien, Botschaft - Portugal: Lissabon, Botschaft | - Rumänien: Bukarest, Botschaft - Russland: Moskau, Botschaft - Schweden: Stockholm, Botschaft - Schweiz: Bern, Botschaft - Spanien: Madrid, Botschaft - Spanien: Barcelona, Generalkonsulat - Spanien: Las Palmas de Gran Canaria, Generalkonsulat - Spanien: Santiago de Compostela, Generalkonsulat - Spanien: Valencia, Generalkonsulat - Vereinigtes Königreich: London, Botschaft |

### Nordamerika
| - Costa Rica: San José, Botschaft - Dominikanische Republik: Santo Domingo, Botschaft - El Salvador: San Salvador, Botschaft - Guatemala: Guatemala-Stadt, Botschaft - Kanada: Ottawa, Botschaft - Kanada: Montreal, Generalkonsulat - Kanada: Toronto, Generalkonsulat - Kuba: Havanna, Botschaft | - Mexiko: Mexiko-Stadt, Botschaft - Panama: Panama-Stadt, Botschaft - Vereinigte Staaten: Washington, D.C., Botschaft - Vereinigte Staaten: Chicago, Generalkonsulat - Vereinigte Staaten: Miami, Generalkonsulat - Vereinigte Staaten: New York, Generalkonsulat - Vereinigte Staaten: San Francisco, Generalkonsulat |

### Südamerika
| - Argentinien: Buenos Aires, Botschaft - Argentinien: Concordia, Generalkonsulat - Argentinien: Córdoba, Generalkonsulat - Argentinien: Rosario, Generalkonsulat - Bolivien: La Paz, Botschaft - Bolivien: Santa Cruz de la Sierra, Generalkonsulat - Brasilien: Brasília, Botschaft - Brasilien: Curitiba, Generalkonsulat - Brasilien: Florianópolis, Generalkonsulat | - Brasilien: Porto Alegre, Generalkonsulat - Brasilien: Rio de Janeiro, Generalkonsulat - Brasilien: São Paulo, Generalkonsulat - Chile: Santiago de Chile, Botschaft - Ecuador: Quito, Botschaft - Kolumbien: Bogotá, Botschaft - Paraguay: Asunción, Botschaft - Peru: Lima, Botschaft - Venezuela: Caracas, Botschaft |

## Vertretungen bei internationalen Organisationen
- Vereinte Nationen: New York, Ständige Mission
- Vereinte Nationen: Genf, Ständige Mission
- OAS: Washington, D.C., Ständige Mission
- Europäische Union: Brüssel, Mission
- UNESCO: Paris, Ständige Mission
- FAO: Rom, Ständige Mission
- Heiliger Stuhl: Vatikanstadt, Botschaft

## Galerie

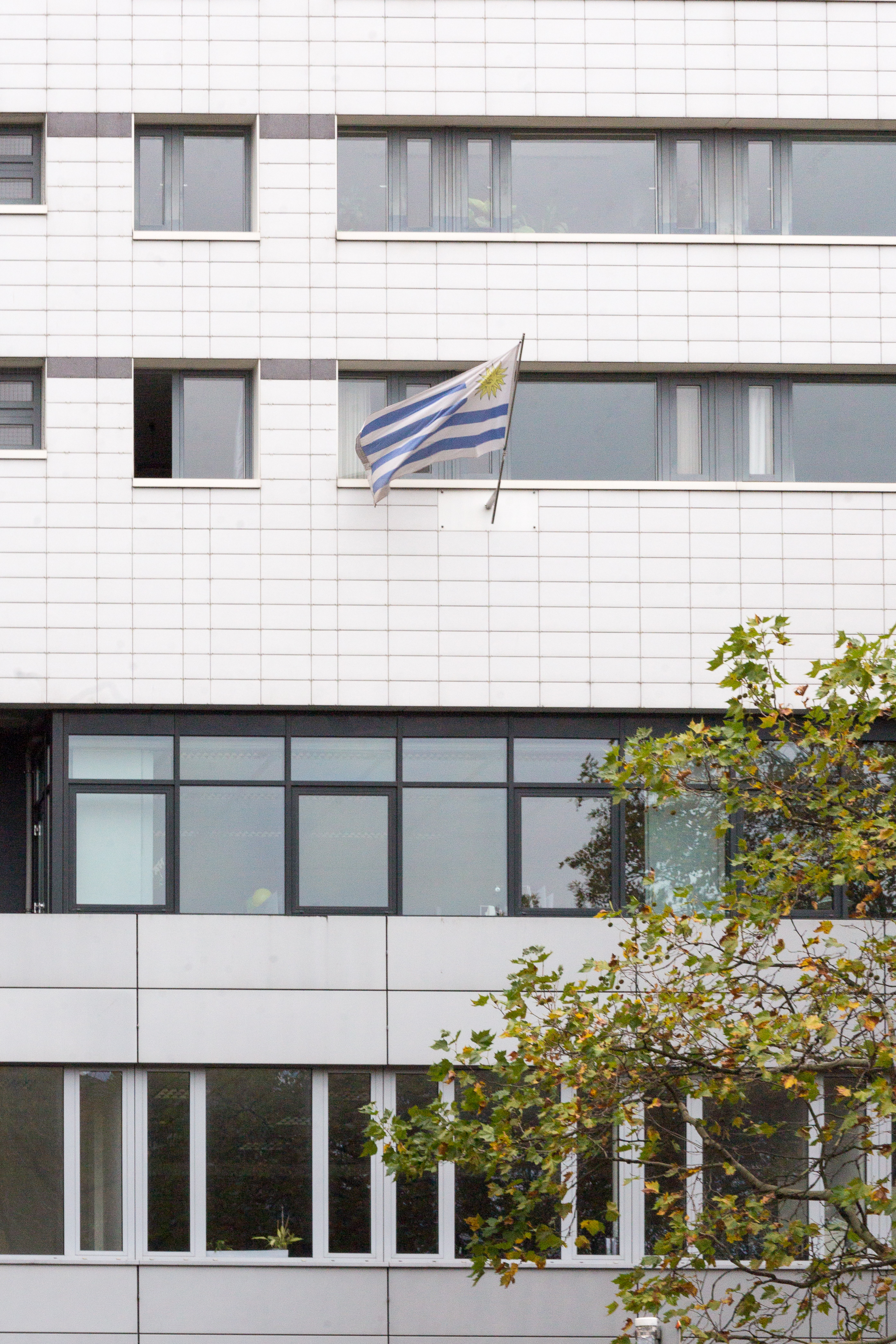
Botschaft Uruguays in Berlin
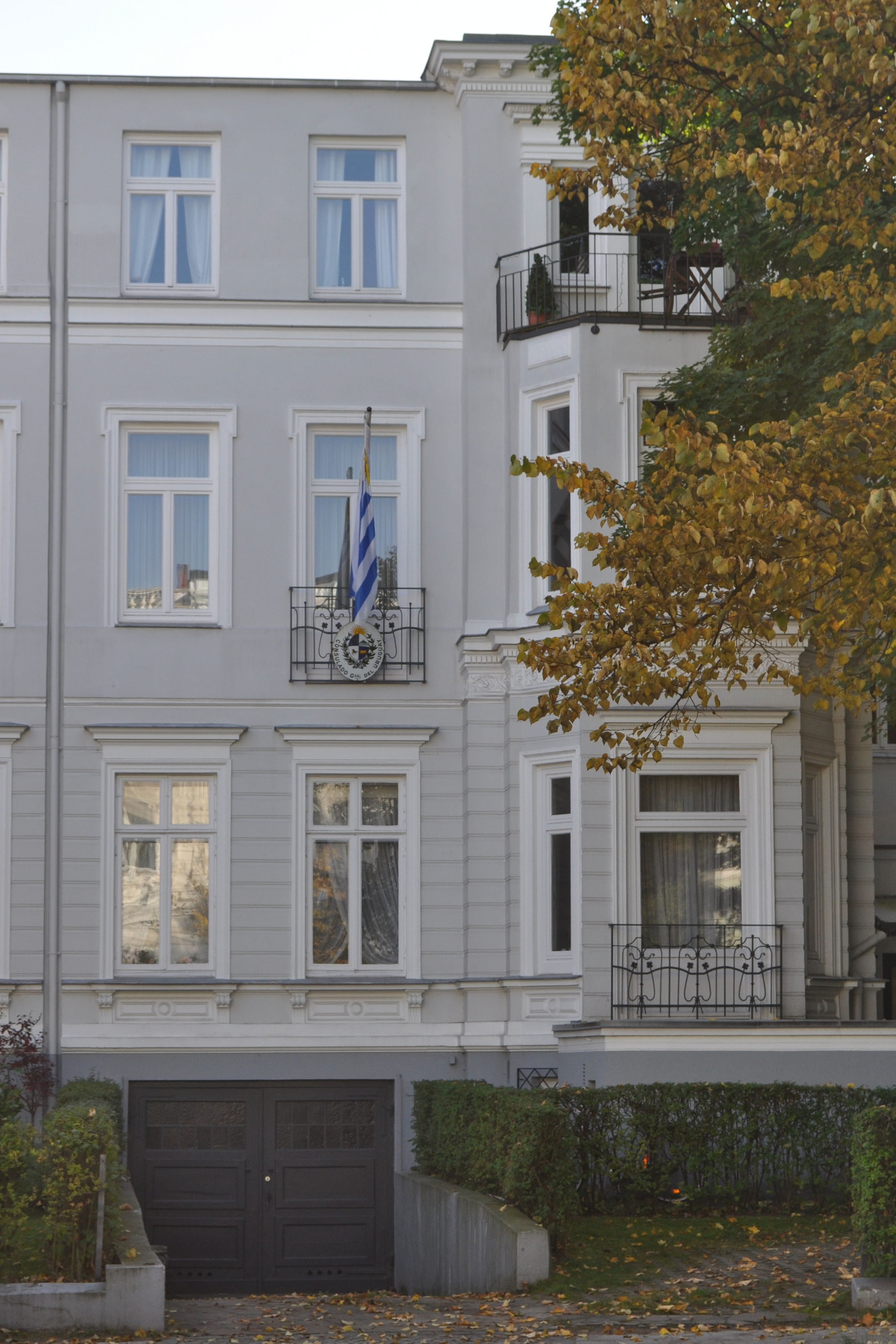
Generalkonsulat Uruguays in Hamburg
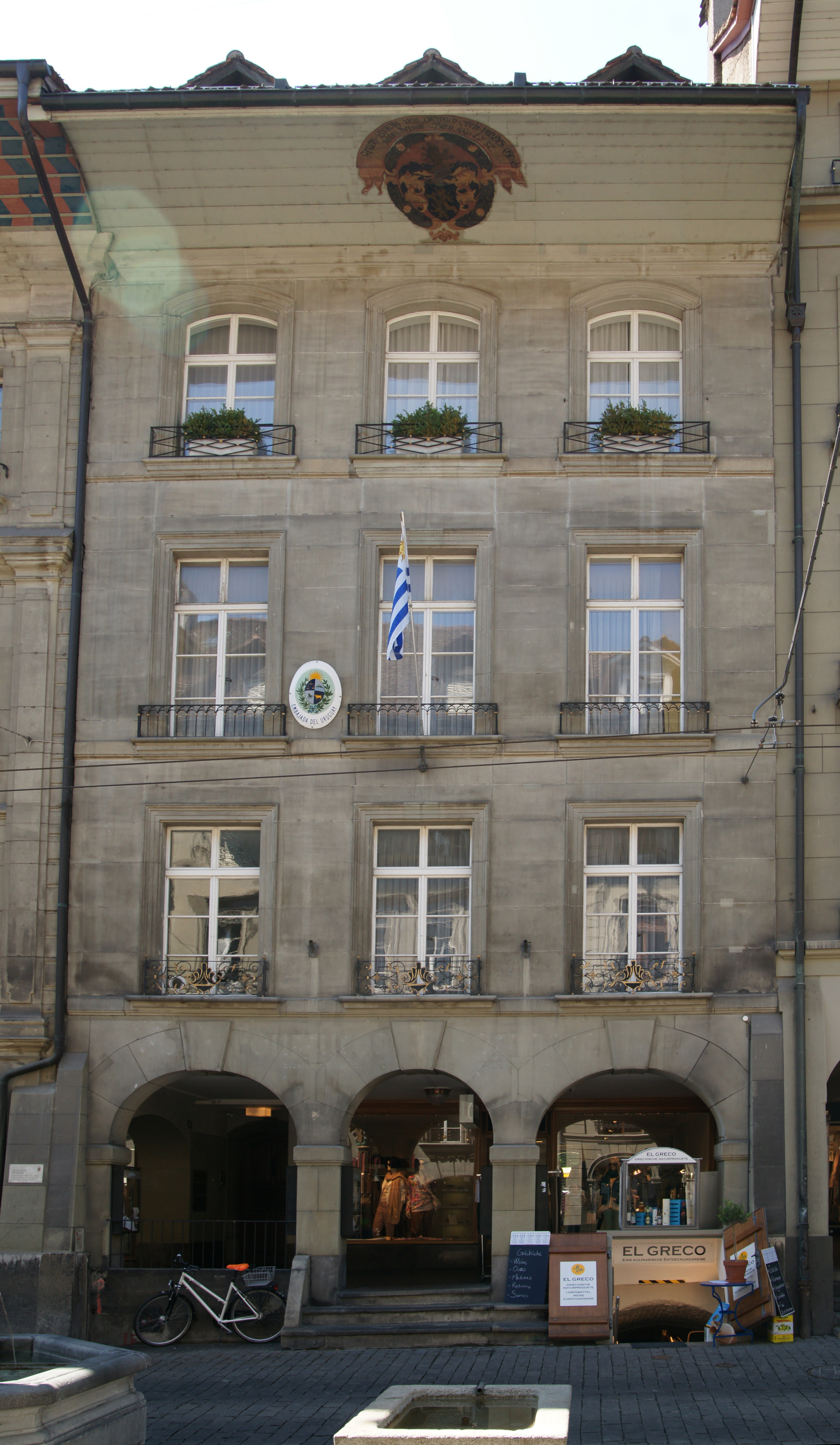
Botschaft Uruguays in Bern
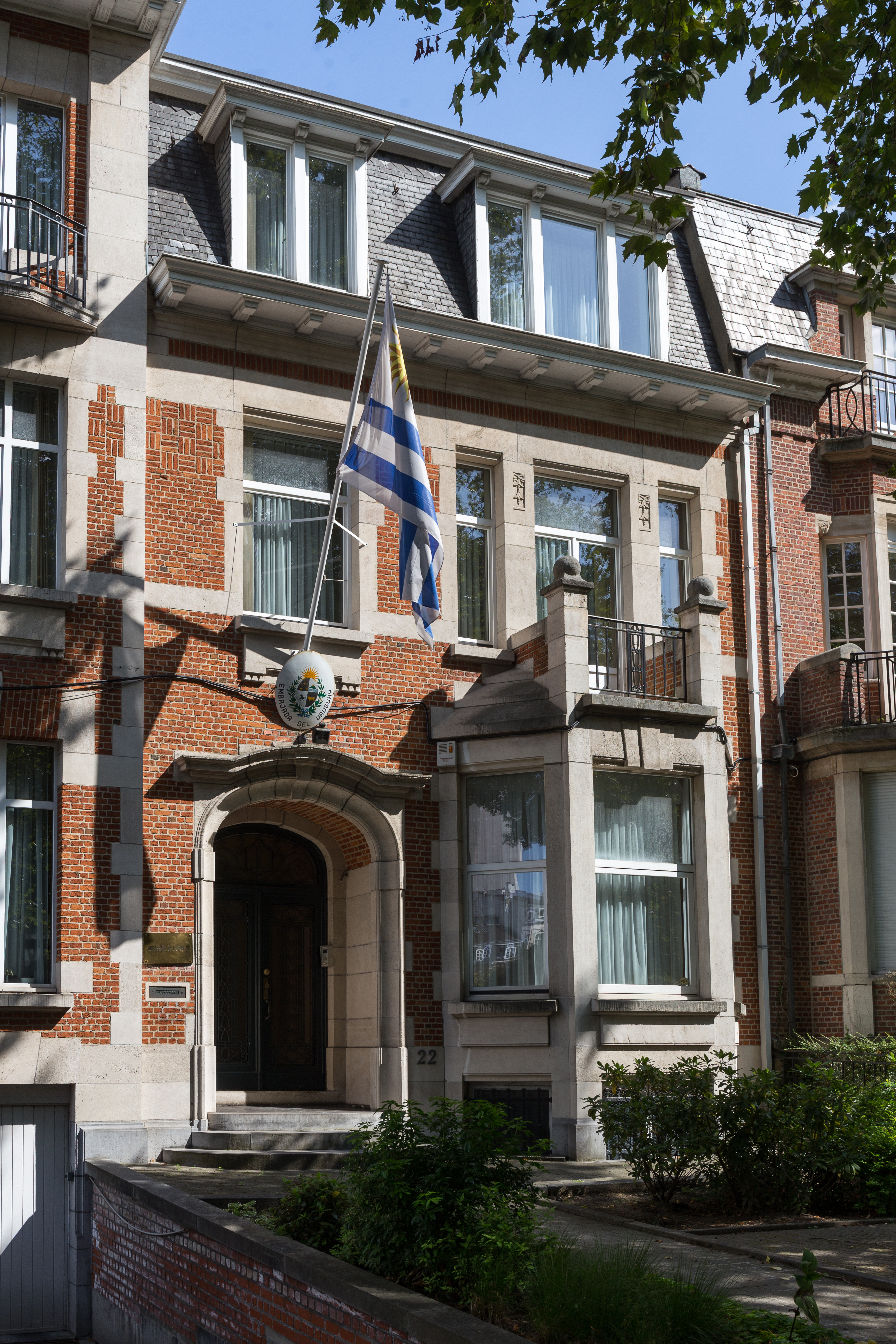
Botschaft Uruguays in Brüssel
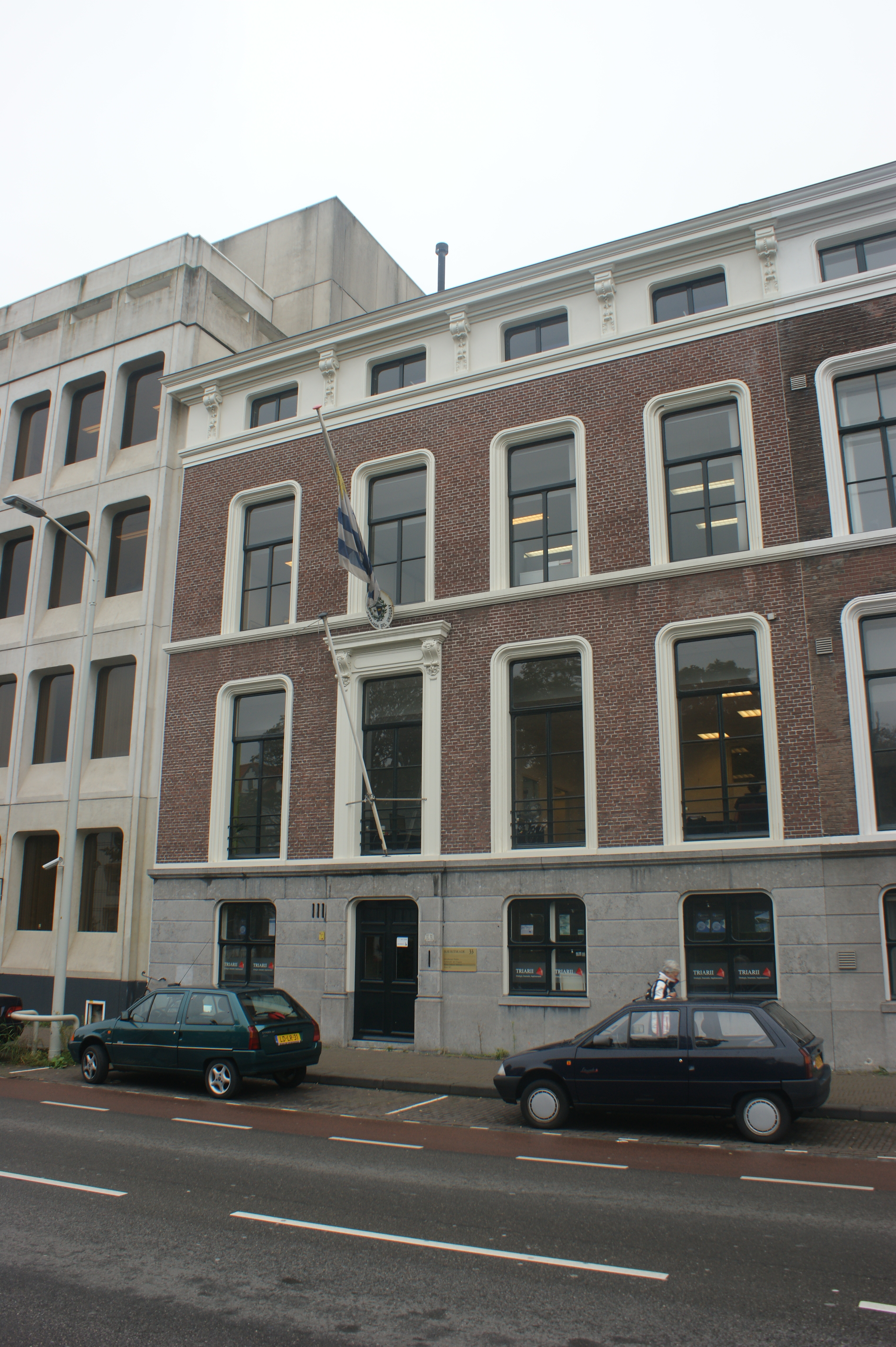
Botschaft Uruguays in Den Haag
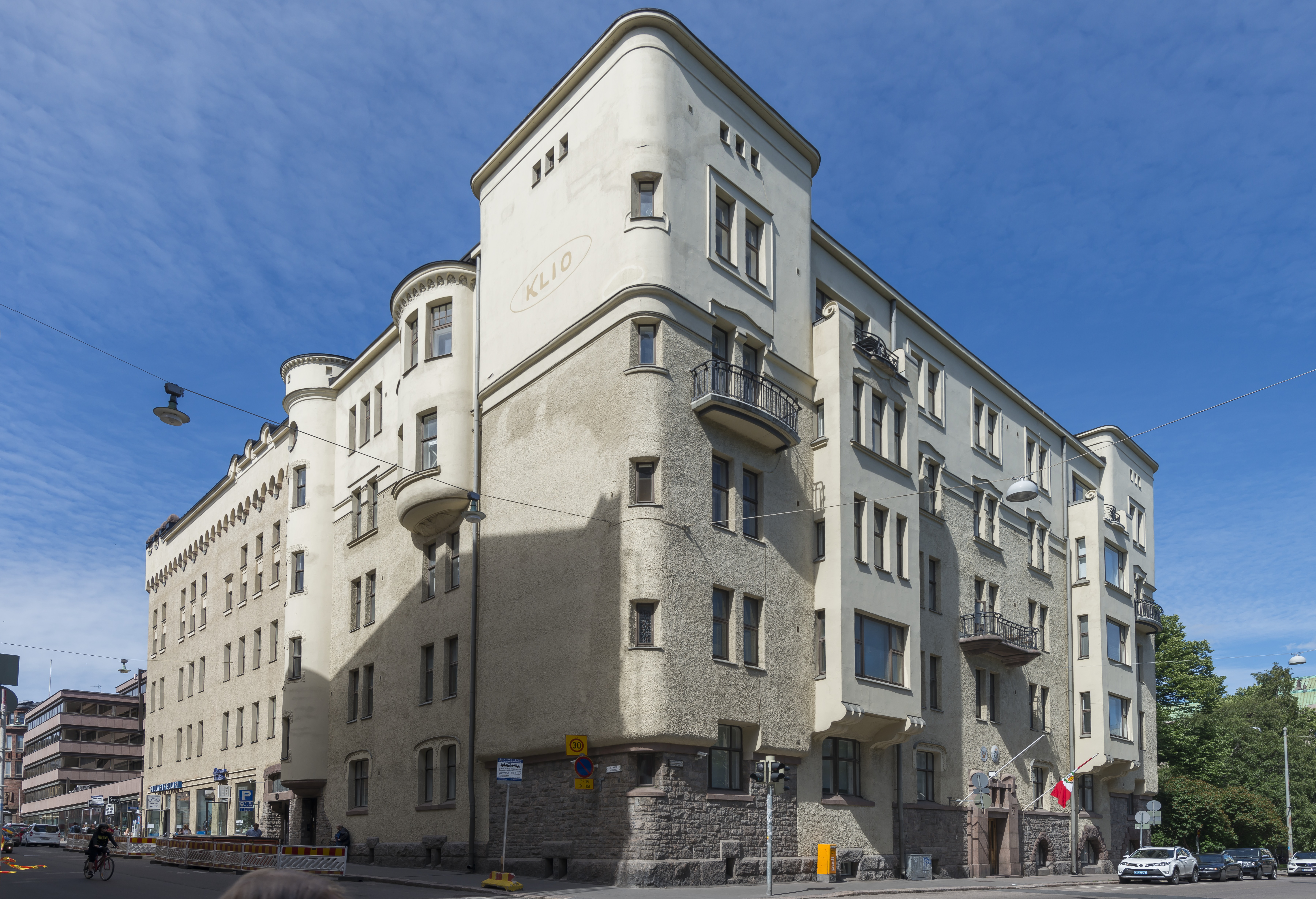
Botschaft Uruguays in Helsinki
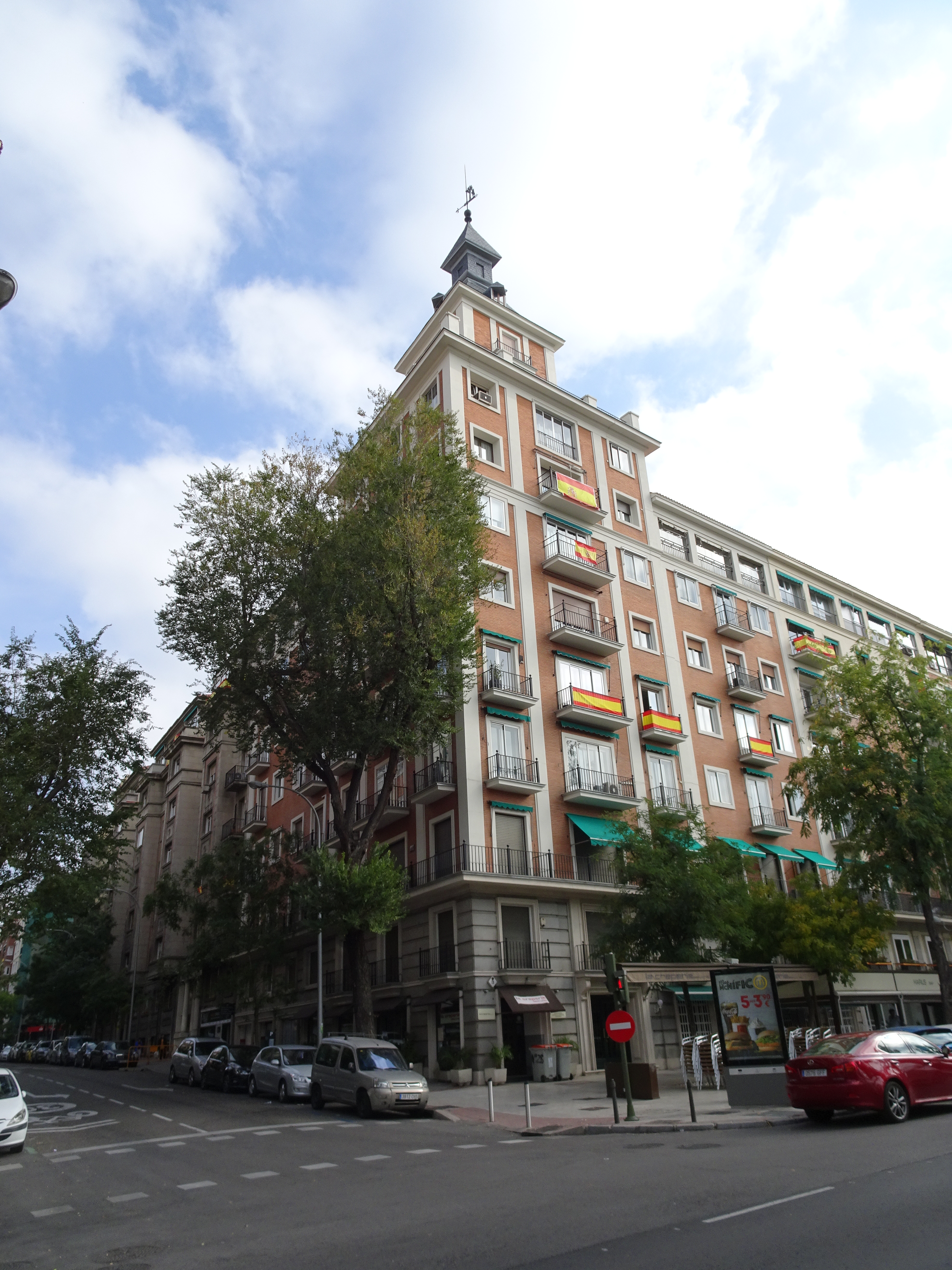
Botschaft Uruguays in Madrid
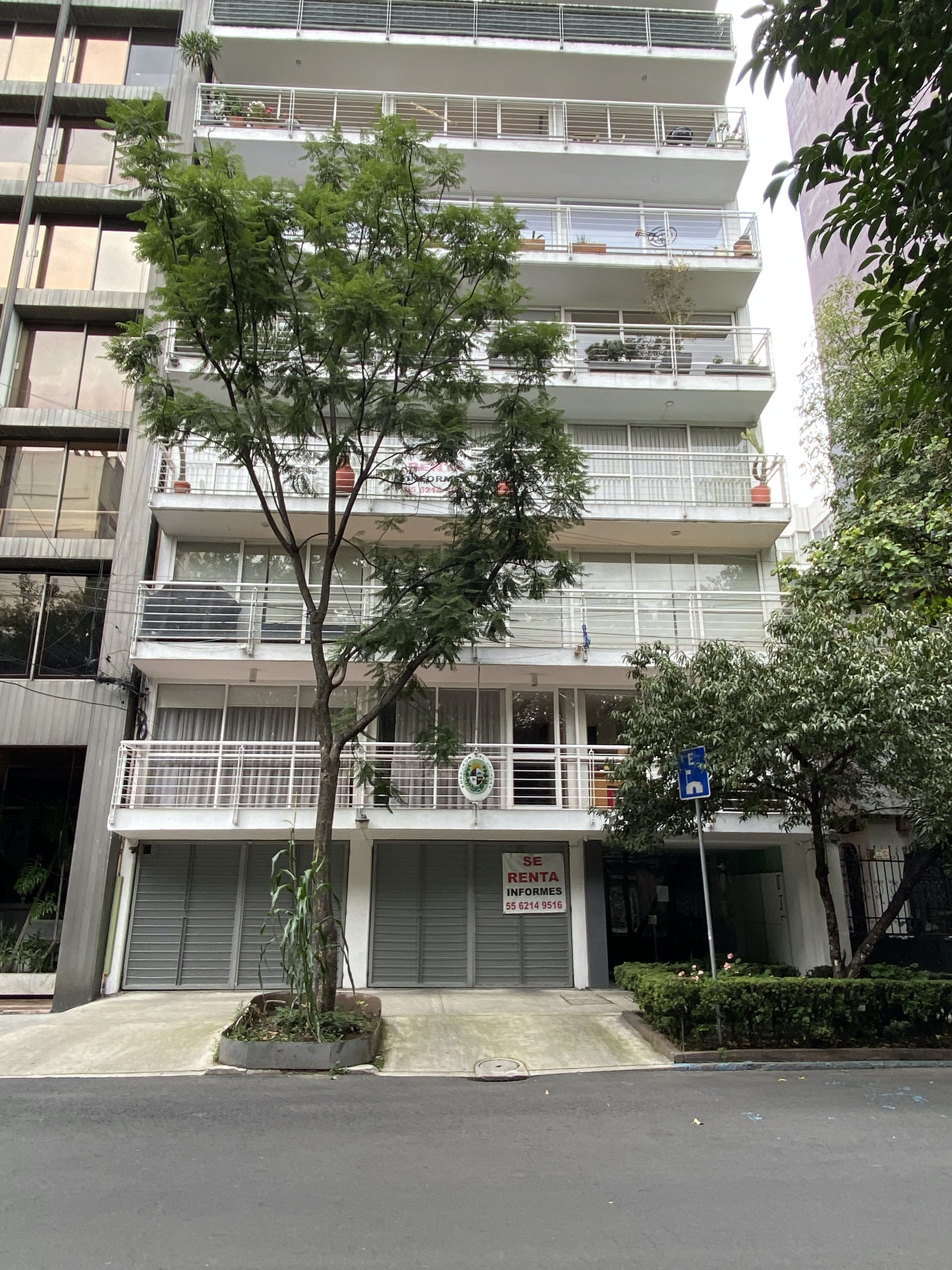
Botschaft Uruguays in Mexiko-Stadt
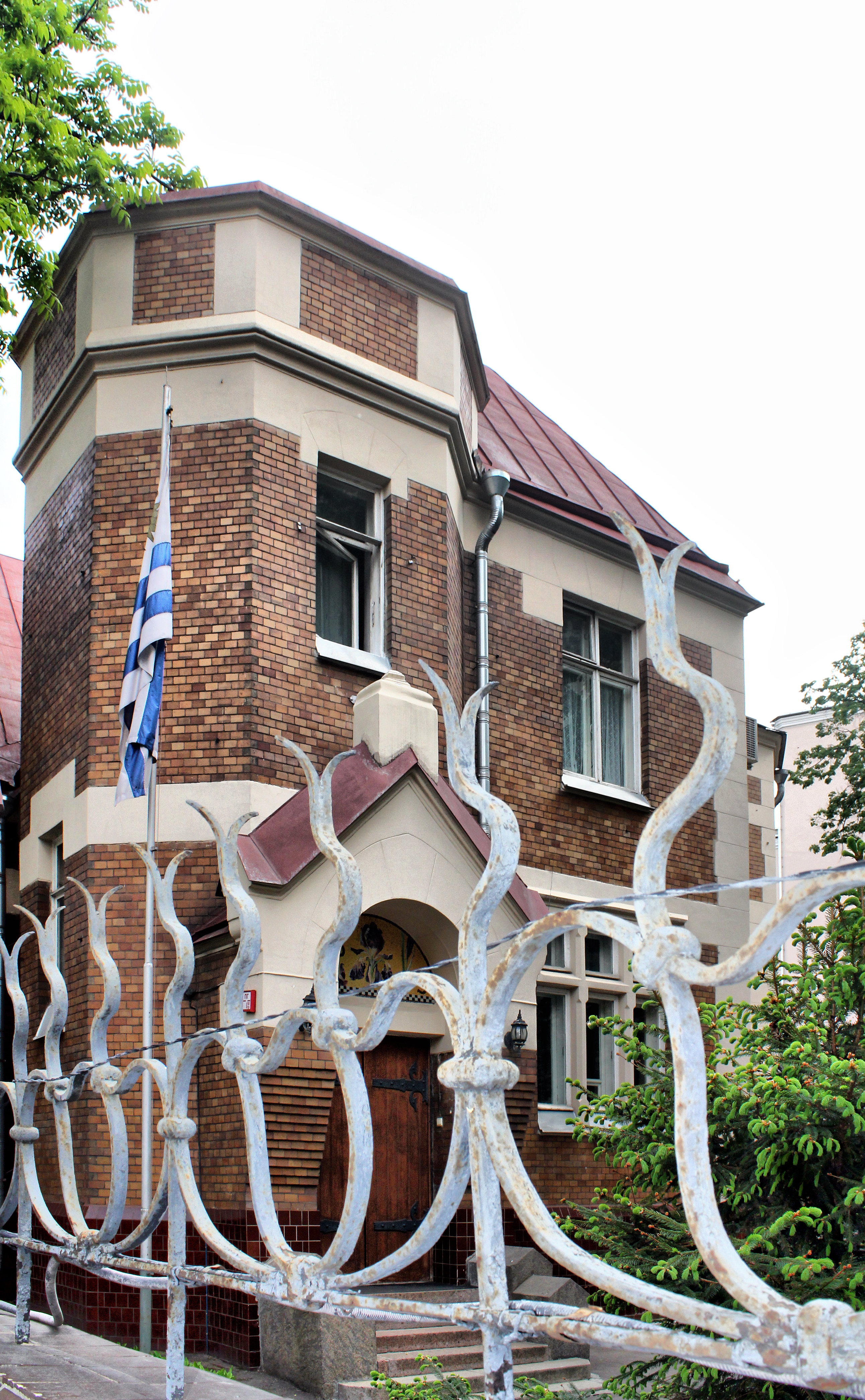
Botschaft Uruguays in Moskau
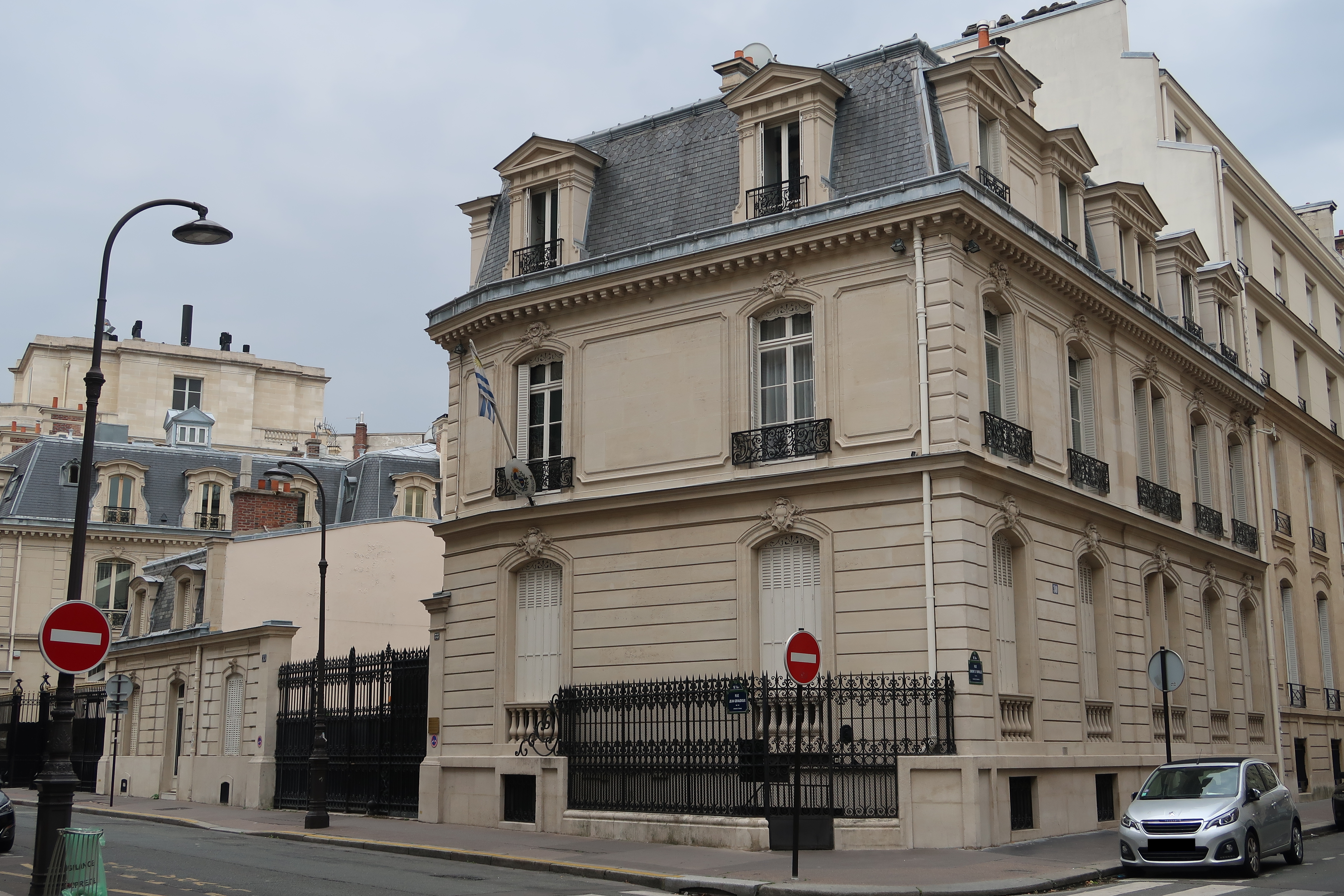
Botschaft Uruguays in Paris
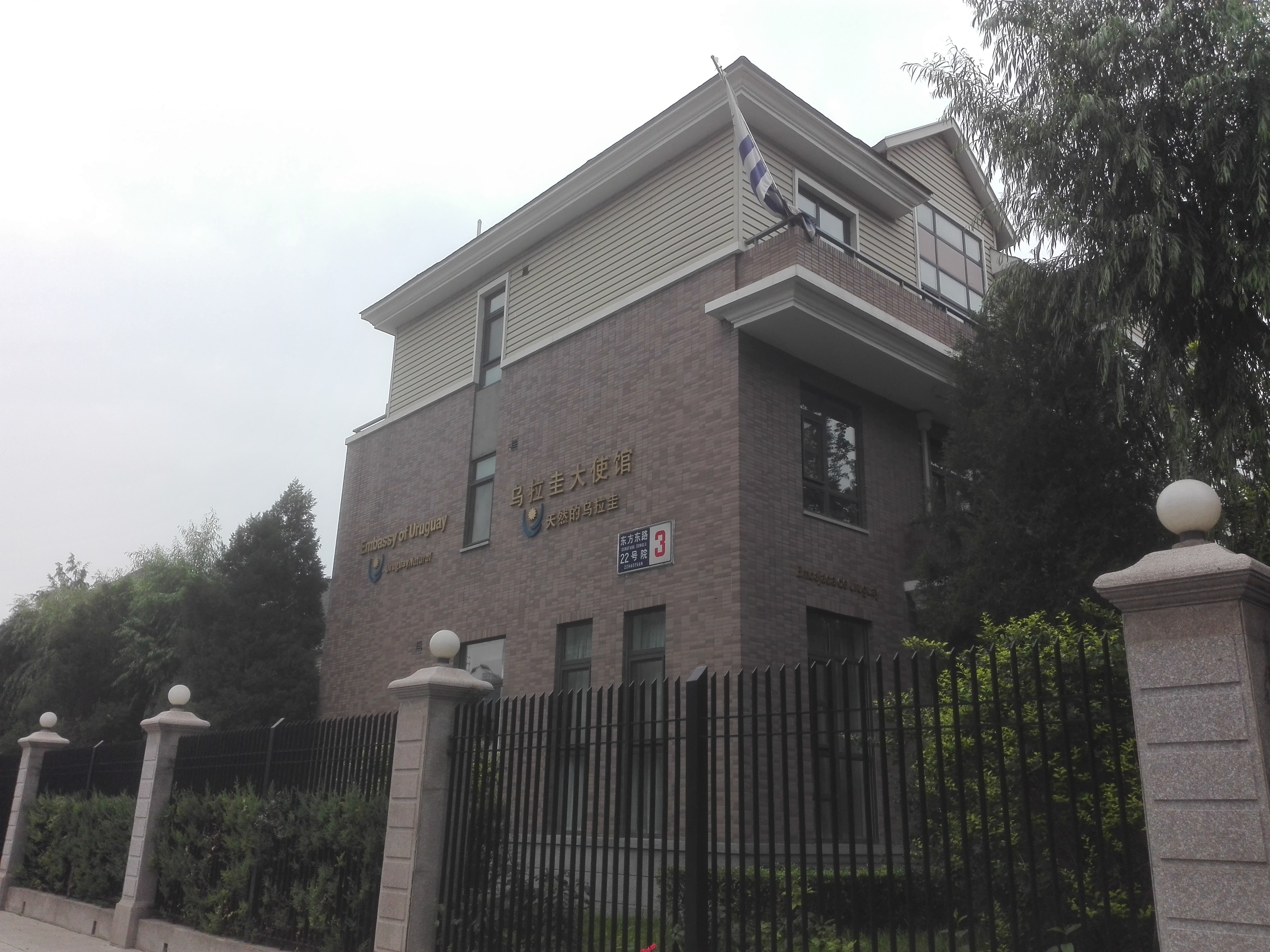
Botschaft Uruguays in Peking
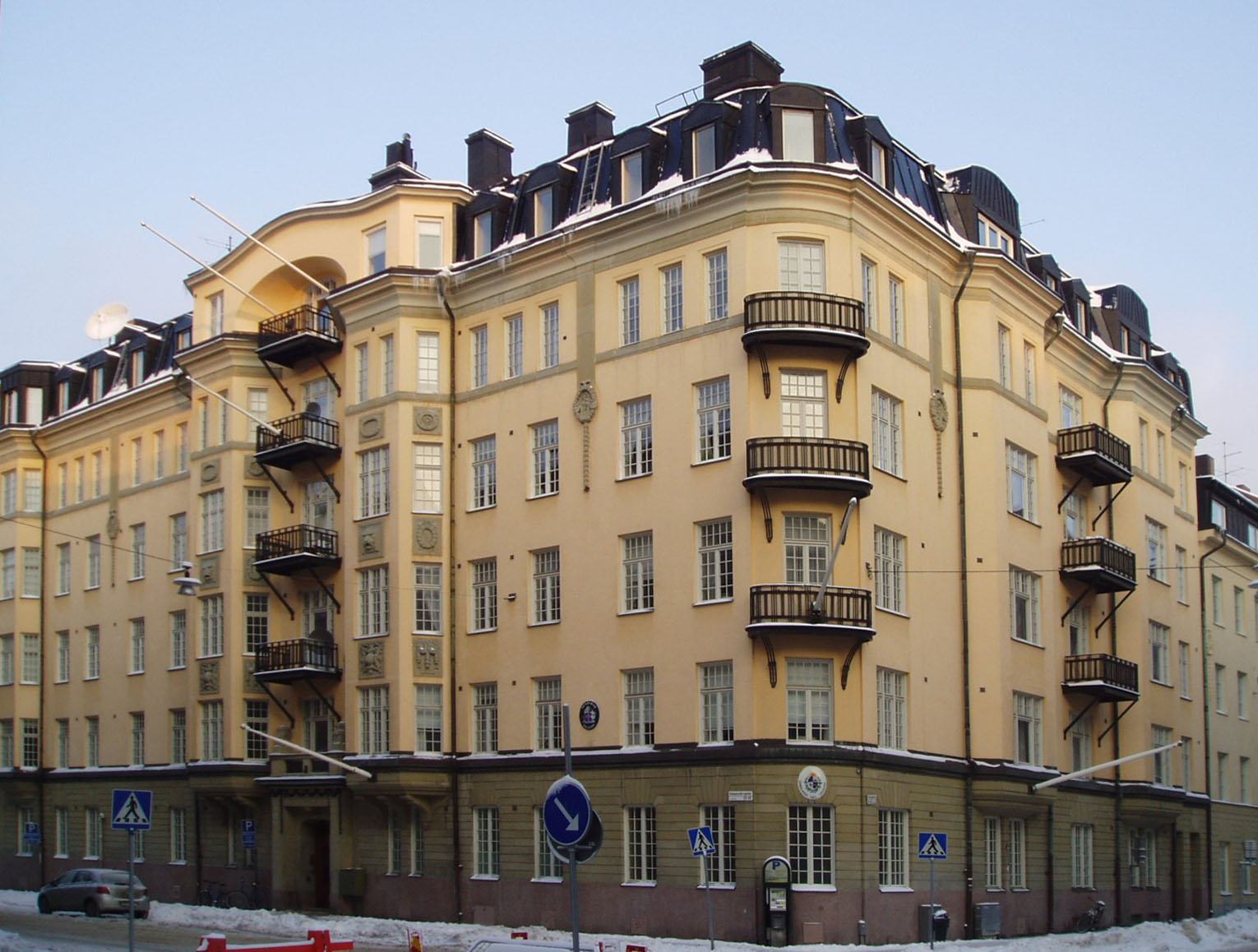
Botschaft Uruguays in Stockholm
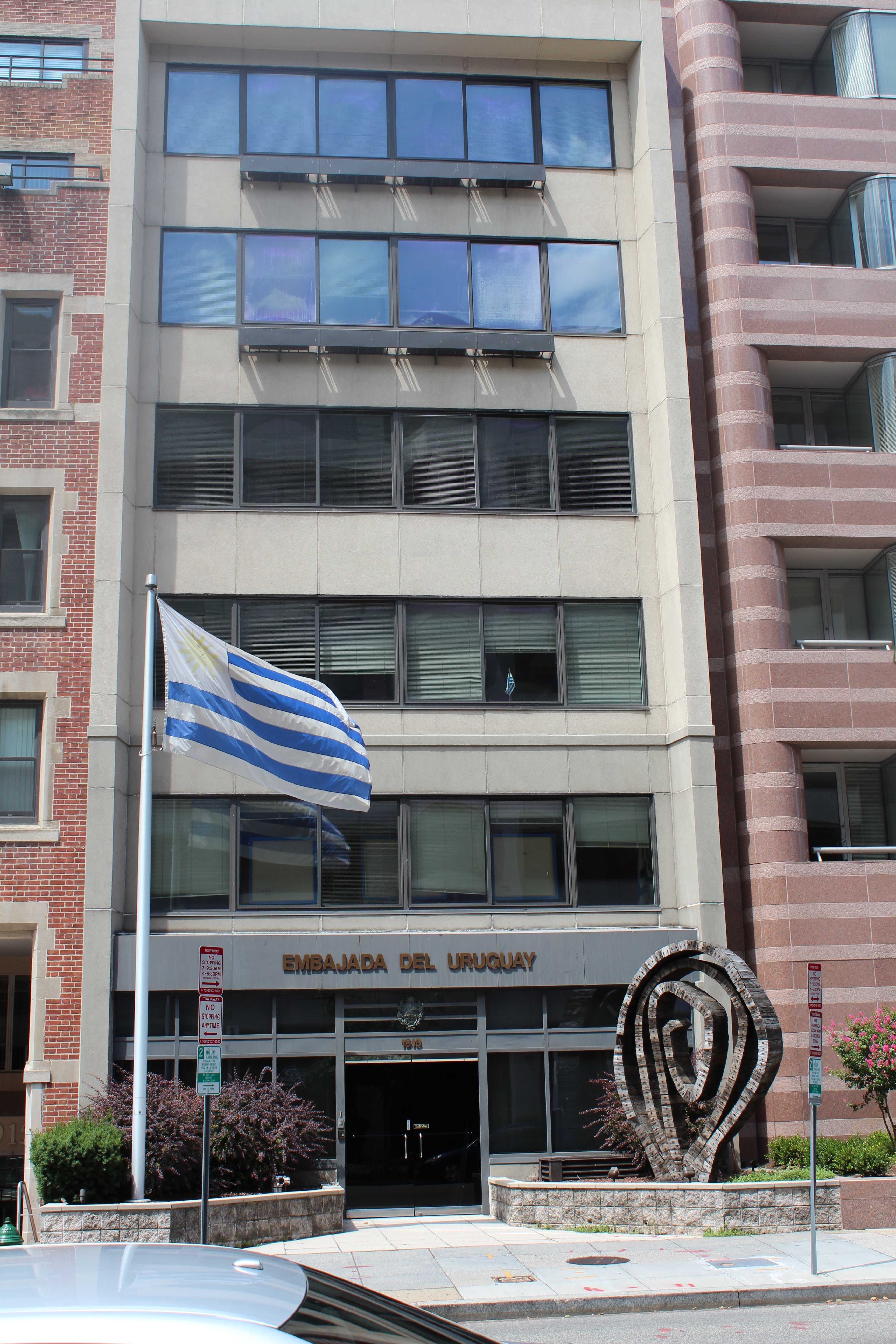
Botschaft Uruguays in Washington, D.C.
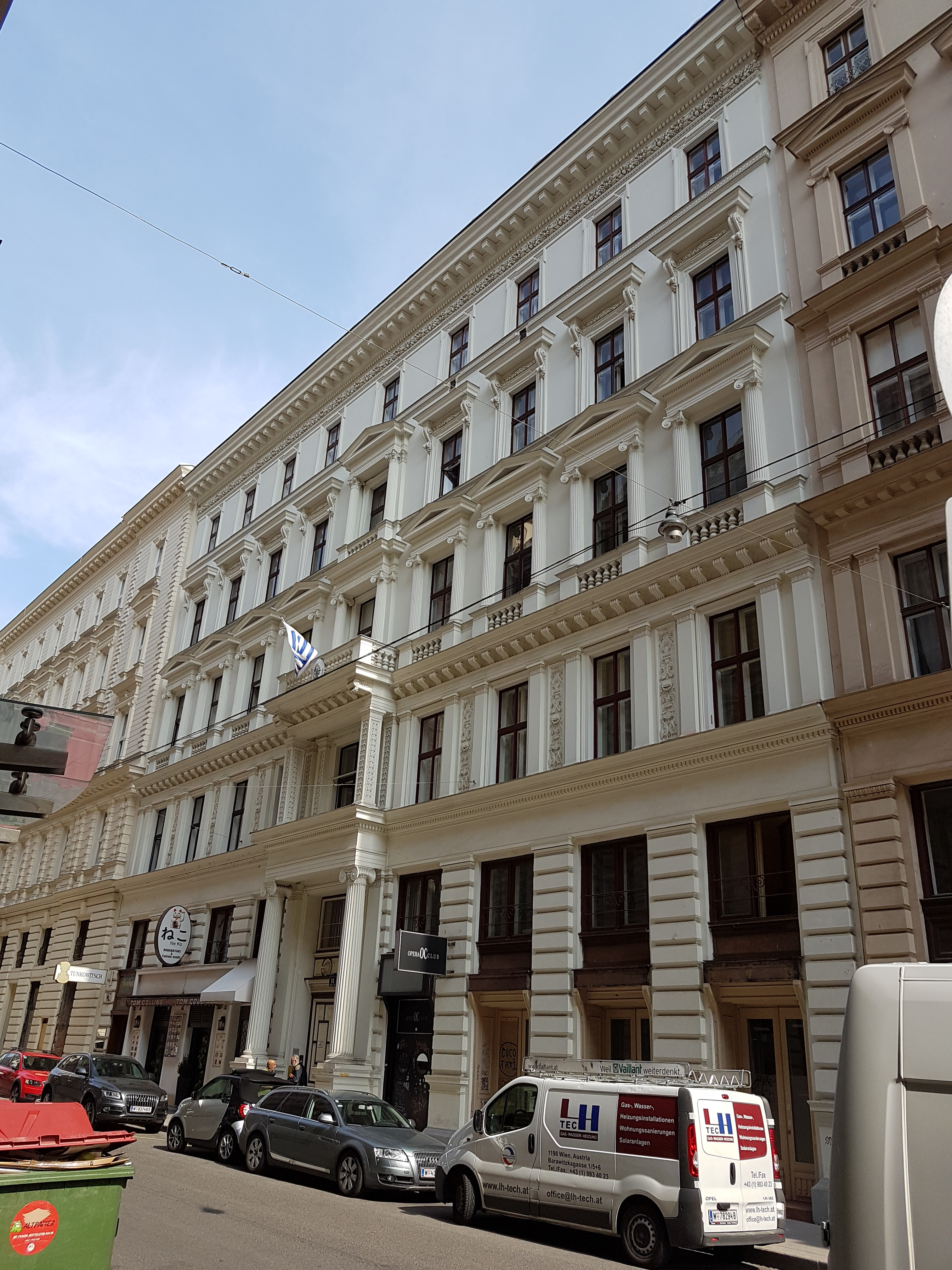
Botschaft Uruguays in Wien